# Nomad Son
«Nomad Son» — мальтийская христианская дум-метал-группа из Меллихи, созданная в 2006 году.

## История
Коллектив создан в 2006 году в городке Меллиха бас-гитаристом группы «Forsaken» Альбертом Бэллом (мальт. Albert Bell). В текущий состав в состав «Nomad Son», помимо Бэлла, входят также вокалист Джордан Кутаяр (мальт. Jordan Cutajar), гитарист Крис Грек (мальт. Chris Grech), клавишник Джулиан Грек (мальт. Julian Grech) и барабанщик Эдвард Магри (мальт. Edward Magri).
Одно из первых выступлений состоялось осенью 2007 года. После записи двух демо-треков «Nomad Son» подписали контракт с лейблом «Metal on Metal Records». Дебютный альбом «First Light» (2008) получил широкое признание, в том числе в зарубежной прессе, ряд композиций с альбома появились на различных музыкальных компиляциях, а сама пластинка была выпущена также в ограниченном издании на виниле. Кроме того, благодаря «First Light» группа была трижды номинирована на «Malta Music Awards 2009» («Лучший альбом», «Лучшая метал-группа», «Лучшее оформление альбома»).
В 2010 году группа выступала на «разогреве» у «Paradise Lost» во время их средиземноморского тура. В том же году вышел очередной альбом «The Eternal Return», отличающийся околохристианской тематикой песен. После успешных выступлений за пределами Мальты был записан третий альбом «The Darkening» (2013).
Альбомы группы были в целом положительно оценены критиками из музыкальных изданий.

## Дискография

### Альбомы
- «First Light» (2008) —  Rock Hard: [5]
- «The Eternal Return» (2010) —  Rock Hard: [6]
- «The Darkening» (2013) —  Rock Hard: [7]

### DVD
- «First Light / Pilgrimages of Doom» (2003)